# Никитин, Михаил Никитич
Михаил Никитич Никитин (1902—1950) — советский партийный деятель.

## Биография
Родился в Санкт-Петербурге 15 сентября 1902[по какому календарю?] года. С 12-летнего возраста работал по найму. С 1925 года — член РКП(б). С 1928 на профсоюзной и партийной работе. В 1928 году окончил школу профдвижения и в 1935 году — Институт красной профессуры.
С декабря 1938 года — секретарь по пропаганде, в 1941—1944 гг. — 3-й секретарь Ленинградского обкома ВКП(б).
С июля 1941  года руководил созданием и действиями партизанских отрядов в Ленинградской области. С сентября 1941 года — руководитель Ленинградского областного штаба партизанского движения. С 8 июля 1941  года — член Комиссии по вопросам обороны Ленинграда. Член Военного совета Ленинградского фронта. Один из организаторов обороны Ленинграда.
С 1944 года — на партийной работе в Новосибирске (секретарь обкома, 2-й секретарь горкома ВКП(б)) и Ленинграде (заместитель председателя облпрофсовета).
Арестован 24 августа 1949  года по «Ленинградскому делу». На момент ареста проживал по адресу: Ленинград, пл. Труда, д. 6, кв. 53. Приговорен: ВКВС СССР 28 октября 1950 г. к смертной казни, обвинен в участии в контрреволюционной подрывной организации. Расстрелян 28 октября 1950  года. Место захоронения — Москва, Донское кладбище. Реабилитирован 14 мая 1954 г. ВКВС СССР.

## Память
Упомянут на Памятнике руководителям Ленинграда и Ленинградской области на Донском кладбище в Москве.